# Doraemon - The Movie: Le 1000 e una notte
Doraemon - The Movie: Le 1000 e una notte (ドラえもん のび太のドラビアンナイト?, Doraemon - Nobita no Dorabian Naito, lett. Doraemon - Le Dorabian Night di Nobita) è un film d'animazione  del 1991 diretto da Tsutomu Shibayama.
È il dodicesimo film, del genere kodomo, tratto dalla serie Doraemon di Fujiko Fujio.

## Trama
Durante il viaggio attraverso le fiabe grazie ad uno dei "chusky" di Doraemon, Shizuka si perde e si ritrova bloccata nel mondo di Le mille e una notte. Doraemon, Nobita, Suneo e Gian devono ora individuare in quale parte del Medio Oriente immaginario si trova Shizuka.

## Colonna sonora

### Sigle
| Giappone | Giappone                            | Giappone        | Giappone |
| Tipo     | Titolo                              | Cantante        |          |
| -------- | ----------------------------------- | --------------- | -------- |
| Opening  | Doraemon no uta (ドラえもんのうた?) | Satoko Yamano   |          |
| Ending   | Yume no yuku e (夢のゆくえ?)        | Emiko Shiratori |          |

## Citazioni
Il film contiene diversi riferimenti a opere da diversi folklori della letteratura e fiabe famose , tra le quali:
- Le mille e una notte di AA.VV.- ambientazioni principali del film, in cui il personaggio di Sindbad il marinaio ha un ruolo rilevante.
- Jack e la pianta di fagioli - Gian e Suneo aiutano Jack a salire la pianta e poi scappano spaventati alla vista del Gigante.
- Le avventure di Pinocchio. Storia di un burattino di Carlo Collodi - mentre Nobita e Shizuka si trovano all'interno del libro è proprio lì che scoprono che qualcosa non va. Le due scene visto però sembrano essere tratte dal film Disney.
- La Regina Cattiva della favola di Biancaneve e la strega di Hänsel e Gretel si incontrano causalmente quando la prima sbaglia indirizzo per la consegna della mela avvelenata.
- La Sirenetta di Hans Christian Andersen - la sua protagonista salva Geppetto e lo porta in salvo quando è sul rischio di annegare.
- Drago giapponese- Nobita e Shizuka vedono il palazzo di un Dragone nel oceano.
- Pollicino e Pollicina si incontrano.
- Diversi personaggi delle fiabe giapponesi.
- Il Genio della Lampada- reagisce in modo brusco quando vede tutti scappare da lui.

## Distribuzione
Il film è stato proiettato per la prima volta nelle sale cinematografiche giapponesi il 9 marzo 1991. In Italia, il film è stato trasmesso su Italia 1 il 24 dicembre 2004, su Hiro il 14 dicembre 2009, su Boing il  23 giugno 2013 e su Boomerang nel luglio 2014. L'edizione italiana è curata da Ludovica Bonanome per Mediaset. Il doppiaggio è stato eseguito da Merak Film. I dialoghi italiani e la direzione del doppiaggio italiana sono di Paolo Torrisi.